# Bregenz
Bregenz je grad na krajnjem zapadu Austrije od 31.850 stanovnika.
Bregenz je administrativni centar Savezne države Vorarlberg i istoimenog Kotara Bregenz, iako nije najveći grad, već je to 10 km udaljeni Feldkirch s kojim je povezan u konurbaciju.

## Zemljopisne karakteristike
Bregenz leži na istočnoj obali Bodenskog jezera, na obrocima planine Pfänder visoke 1.063 metara do čijeg vrha vozi žičara. 
On je pogranični grad jer su nedaleko Njemačka i Švicarska.
Grad se prostire do rijeke Bregenzer Ach koja formira njegovu južnu granicu prema naseljima Hard i Lauterach.

## Povijest
Taj dio Bodenskog jezera je naseljen ljudima još od prapovijesti. Prvo naselje na tom prostori imali su Kelti, sve dok Rimljani nisu zauzeli taj kraj i osnovali na tom mjestu kastrum - Brigantium.
Nakon raspada Rimskog Carstva, tijekom 6. stoljeća, područje naseljavaju germanski plemeni Alemani.
Srednjovjekovni Bregenz isprva je bio feud grofova od Bregenza, a status grada dobio je 1200. godine.
Od 1206. postao je ženidbom feud Grofova od Monforta (njem. Grafen von Montfort), koji su zbog dugova 1451. prodali jedan dio Bregenza Habsburzima, a 1523. preostali dio. Habsburzi su nakon 1726. transformirali Bregenz u jednu od okosnica svoga carstva.
Nakon Prvog svjetskog rata, stanovnici Vorarlberga su tražili neovisnost od Austrije, i da savezna država postane neovisni teritorij, s Bregenzom kao glavnim gradom. U Bregenzu i Vorarlbergu je 1919. godine organiziran referendum o ujedinjenju s Švicarskom, ali unatoč tome što je većina stanovništva bila za ujedinjenje, do njega nije došlo jer Savezno vijeće Švicarske nije priznalo referendum.

## Znamenitosti
Bregenz još uvijek ima ostatke svojih srednjovjekovnih bedema iz 13. stoljeća i toranj s kapelom sv. Martina podignut između 1362. i 1366.
Pored toga znamenitost grada je i županjska crkva, podignuta još 1097. ali kasnije rekonstruirana u gotičkom stilu, a nakon tog temeljno 1738. Uz to tu je i gotička Molitvena kapela (rekonstruirana od 1696. do 1698. i stara gradska vijećnica iz 1511.).
Bregenz ima državni muzej s kolekcijom artefakata iz keltsko - rimskog doba.
Bregenz je danas poznat po svom ljetnom festivalu klasična glazbe koji se odvija na pozornici na jezeru, dimenzija 110 x 300 metara, s gledalištem na obali kapaciteta za 6.300 posjetitelja.

## Privreda
Bregenz ima nešto tekstilne industrije, pored toga u gradu se proizvode električni aparati, kemikalije i strojevi.
Bregenz je uz to trgovački centar svoje okolice i sjedište brojnih banaka i osiguravajućih kompanija.
Pored grada ima dosta hidroelektrana s administrativnim centrom u Bregenzu.
Bregenz je i poznata turistička destinacija i to ljeti i zimi.

## Gradovi prijatelji
- Bangor, Sjeverna Irska, Ujedinjeno Kraljevstvo
- Akra, Izrael

## Galerija
- Pogled s vidikovca na Pfänderu na grad i Bodensko jezero
- Crkva sv. Srca
- Gornji grad s fragmentom bedema
- Palača umjetnost (Kunsthaus)

## Vanjske poveznice
- Službene stranice Bregenza (njem.)